# Atília
Atília foi uma filha de Serrano e esposa de Catão, o Jovem.
Catão, o Jovem tentou se casar com Lépida, que havia sido noiva de Metelo Cipião, mas havia sido rejeitada por ele. Porém Cipião mudou de ideia, o que irritou Catão, que casou-se com Atília, filha de Serrano. Atília foi a primeira mulher de Catão, mas não a única.
Atília teve dois filhos de Catão, e foi repudiada por infidelidade. A filha foi Pórcia, que se casou com Marco Calpúrnio Bíbulo, e, depois da morte deste, com Marco Júnio Bruto. O filho foi Marco Pórcio Catão, que suicidou-se quando viu que Bruto perderia a Batalha de Filipos.
Catão, depois de Atília, se casou com Márcia, filha de Filipo.